# トラヴェリング・ウィルベリーズ Vol.1
トラヴェリング・ウィルベリーズ Vol.1 (Traveling Wilburys Vol. 1) は、1988年に発表されたトラヴェリング・ウィルベリーズのアルバム。

## 解説
ジョージ・ハリスンのアルバム『クラウド・ナイン』からシングルカットされる際、新たなB面の曲が必要になり、このメンバーが集まってレコーディングしたのがきっかけで覆面バンド（サングラス着用）、トラヴェリング・ウィルベリーズが結成された。
メンバーはジョージ・ハリスン、ボブ・ディラン、ジェフ・リン (ELO)、トム・ペティ、ロイ・オービソン。
2007年7月にデジタルリマスター盤が発売された。

## 収録曲
1. ハンドル・ウィズ・ケア -Handle With Care - 3:20
2. ダーティ・ワールド -Dirty World - 3:30
3. ラトルド  -Rattled - 3:00
4. ラスト・ナイト -Last Night - 3:48
5. もう一人じゃない  -Not Alone Any More  - 3:24
6. コングラチュレイションズ -Congratulations - 3:30
7. ヘディング・フォー・ザ・ライト -Heading For The Light - 3:37
8. マルガリータ -Margarita - 3:15
9. トゥイーターとモンキー・マン -Tweeter And The Monkey Man - 5:30
10. エンド・オブ・ザ・ライン -End Of The Line - 3:30

## 未発表曲
1. マキシーン -Maxine （未発表曲）
2. ライク・ア・シップ -Like A Ship （未発表曲）

## プレイヤー
- ジェフ・リン - ギター、鍵盤楽器、ボーカル
- ジョージ・ハリスン - ギター、ボーカル
- トム・ペティ - ギター、エレクトリックベース、ボーカル
- ロイ・オービソン - ギター、ハーモニカ、ボーカル
- ボブ・ディラン - ギター、ハーモニカ、ボーカル

## サポート・プレイヤー
- ジム・ケルトナー - ドラムス
- ジム・ホーン - サクソフォン
- レイ・クーパー - パーカッション
- イアン・ウォーレス - トムトム (on "Handle with Care")